# Audi 100 C4
Audi 100 C4 — четверте покоління автомобіля бізнес-класу Audi 100, що вироблялось компанією Audi з 1990 по 1994 роки.

## Опис

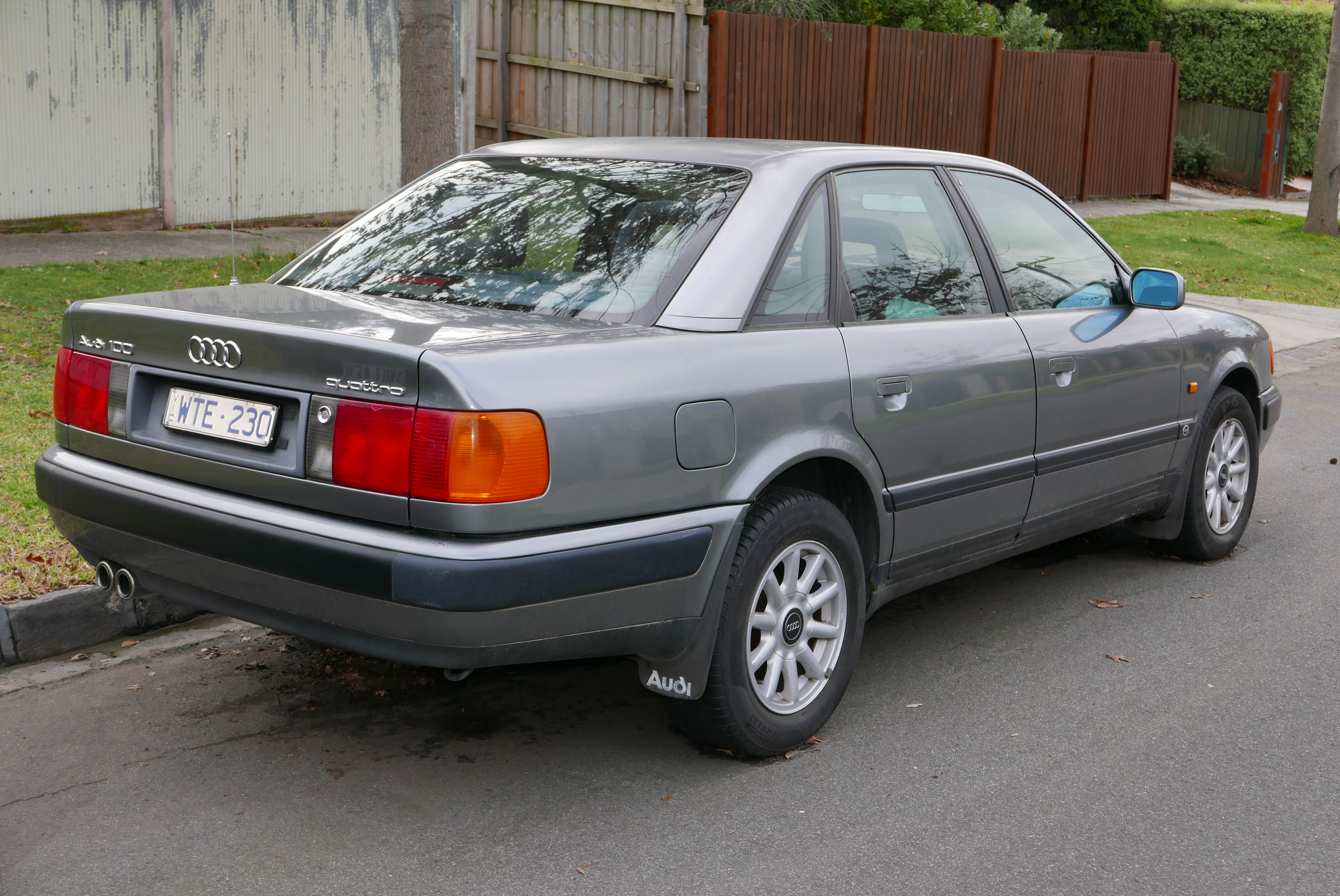
Audi 100 C4/4A

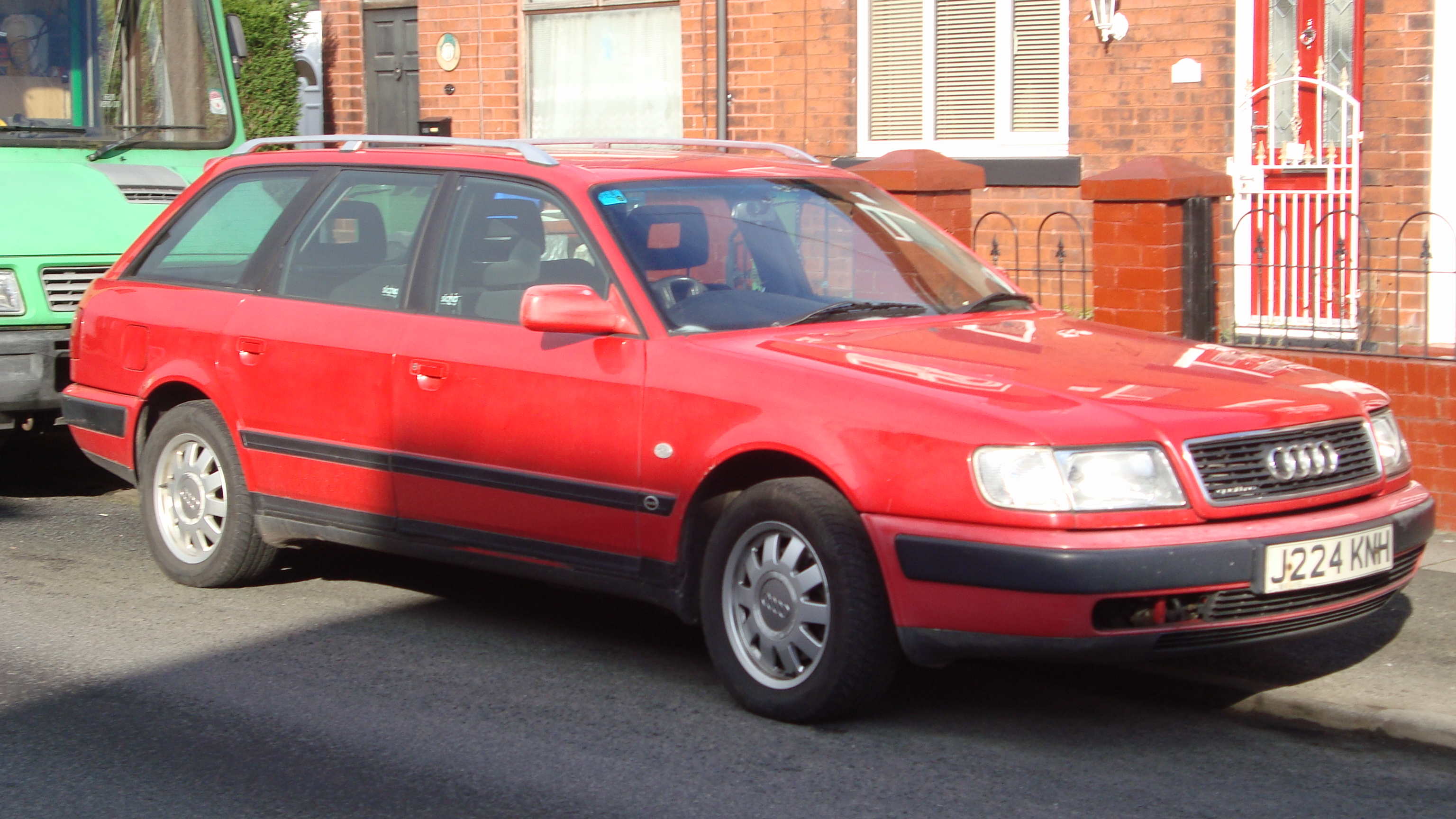
Audi 100 C4/4A Avant

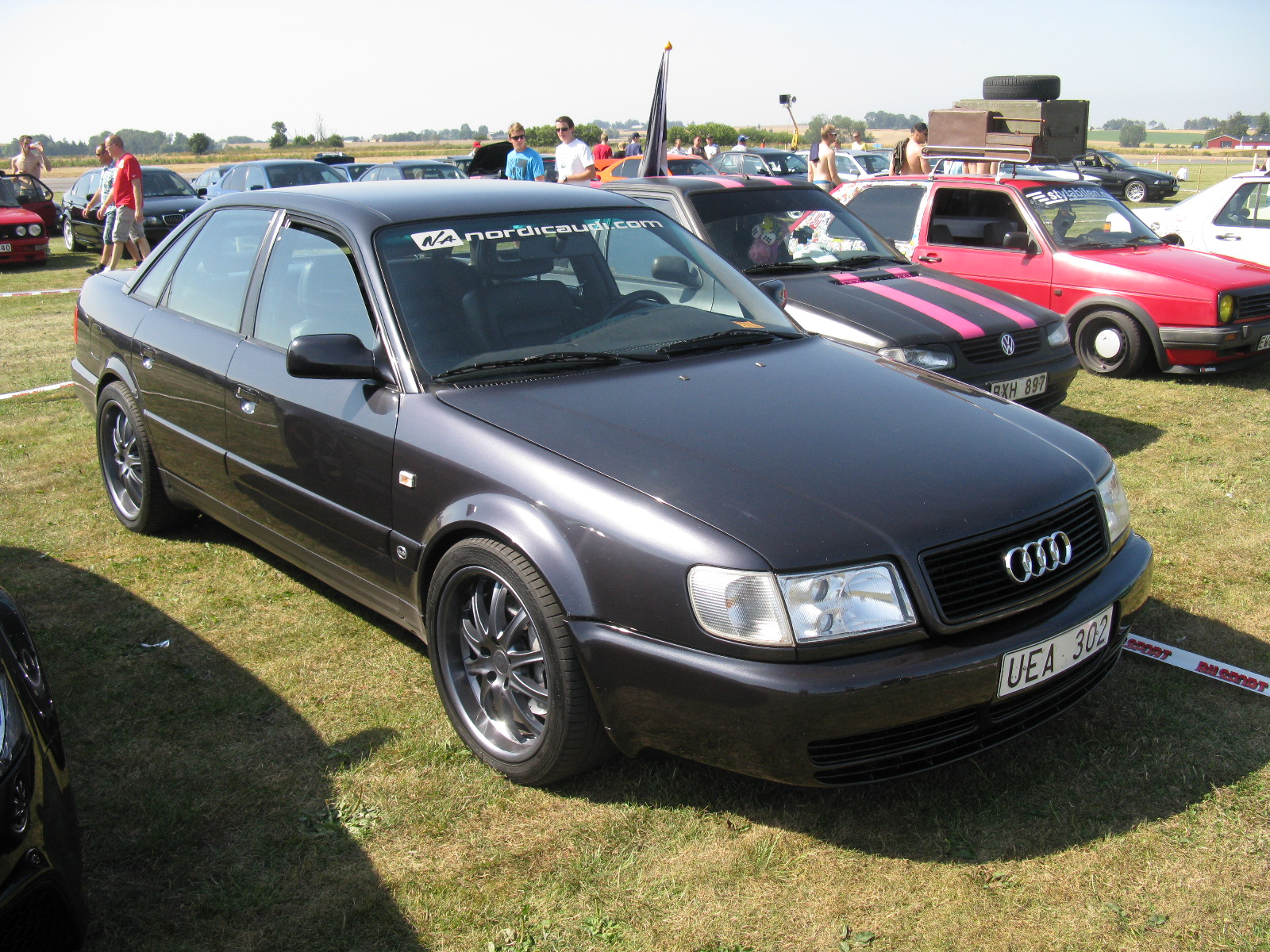
Audi S4 C4/4A

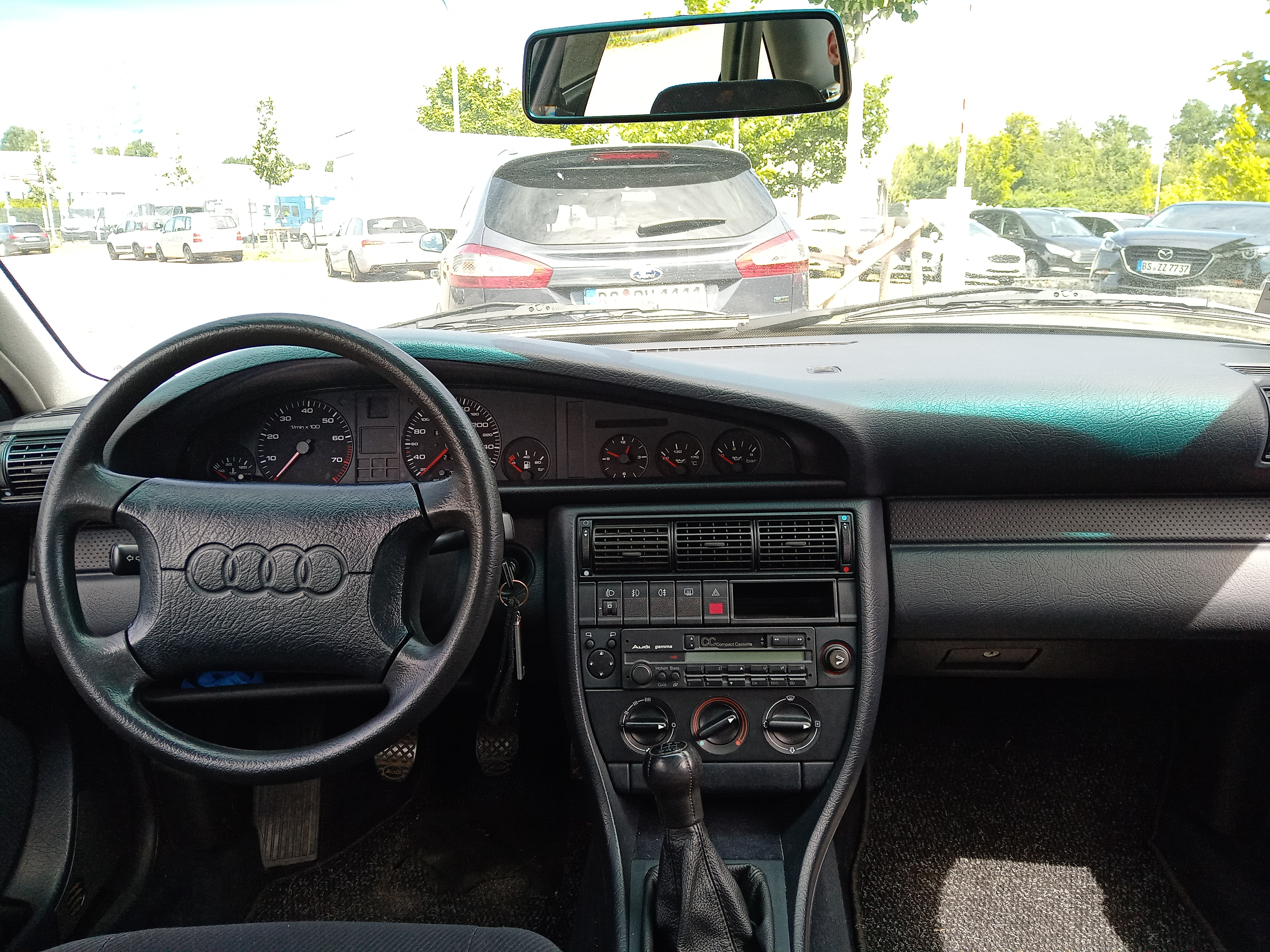

Четверта генерація Audi 100 є, по суті, сильно переробленою третьою Audi 100, з'явилася у вересні 1990 року на заводі в Інґольштадті. Дотримуючись віянь часу, машина Audi округлилася та збільшилася в розмірах. Напевно тому що Audi 100 C4/4A пішла в серію відразу після знаменитої Audi 100 C3/44 (ще називають «сорок четверта Audi»), її прозвали в нас «сорок п'ята Audi». Відновимо історичну справедливість — автомобіль Audi, про який піде мова, «сорок п'ятим» ніколи не був.(Правильним буде: Audi 100 кузов 4A, платформа C4)
Спортивна версія Audi 100 C4/4A носила назву Audi S4 C4/4A. Остання «Audi 100» мала кузов 4A з заводським індексом С4 та була сходинкою до переходу на Audi А6 C4/4A.
У порівнянні з Audi 100 попереднього покоління, Audi 100 C4/4A отримала посилений кузов, нову підвіску і повністю перепланований салон, в обробці якого в стандартних комплектаціях використовували навіть шкіру. З серпня 1991 року з'явилися універсали Audi 100 C4/4A Avant, обсяг яких виявився нижче номінального в своєму класі - всього 1310 літрів, зате у версії з кузовом седан місткість багажника опинилася на висоті - 510 літрів. Головними нововведеннями окрім осучасненого дизайну стали чотириступінчаста АКПП ZF, бензинові V-подібні «шістки» 2.8 л та 2.6 л. Еталонними стали керованість і прохідність Audi 100 C4/4A, особливо після того як у січні 1991 року з'явилася повнопривідна модифікація Audi 100 C4/4A Quattro. Через деякий час невід'ємним обладнанням базових комплектацій стали фронтальні подушки безпеки, центральний замок, а також комплексна система пасивної безпеки Procon-ten. Ця система була розроблена в 1980 році Audi і зареєстрована як товарний знак, вона складається зі сталевих тросів, які з'єднують рульову колонку і передні ремені безпеки з блоком двигуна. При фронтальному зіткненні, блок двигуна переміщується в бік пасажирського салону та тягне за собою рульову колонку, а також підтягує ремені безпеки. Мета системи полягає в зменшенні ризику травми голови при ударі об рульове колесо, та забезпечити додатковий натяг ременів безпеки. У той час, як Procon-ten з'явилися на ринку, подушки безпеки не входили в стандартну комплектацію, але були аксесуари за додаткову плату. Подушки безпеки були раніше значно дорожче, ніж Procon-Ten з $ 1000. технічним обмеженням Procon-ten є те, що віна працює тільки при лобовому зіткненні.  З падінням цін на подушки безпеки Procon-ten був знятий з ринку у 2002 році.
Безсумнівним плюсом і гордістю Audi 100 C4 є надзвичайно висока корозійна стійкість. При виготовленні цих автомобілів застосовувалася повністю оцинкована сталь. Потрібно відзначити і високу якість складання — Audi була настільки впевнена у своїй перевазі, що з самого початку виробництва давала десять років гарантії на кузов і трирічну на лакофарбове покриття. Якщо ж з'явилася іржа, то це ознака непрофесійного ремонту після аварії, або за автомобілем був дуже поганий догляд.
Що стосується салону, то в очі в першу чергу кидається його місткість. Водій і пасажир на передньому сидінні можуть комфортно розташуватися, не зачіпаючи при цьому один одного ліктями чи колінами. Особливо варто відзначити водійське сидіння. У міру тверді спинка і подушка підійдуть по висоті та ширині будь-якому водієві. Спинка має також добре виражену бічну підтримку. У такому сидінні можна провести без утоми багато годин. Водійське сидіння регулюється по довжині, куті нахилу спинки та висоті подушки. Ззаду цілком вистачить місця для трьох дорослих людей.
Матеріали в салоні високоякісні, усі металеві стійки обшиті тканиною. Ще одна особливість салону — безліч поличок і карманчиків для дрібних речей. Керування освітленням покладене на маленький підрулевий перемикач. На рівні і звукоізоляція салону. Закривши за собою двері тим самим відгородившись від шуму вулиці, можна спокійно розмовляти тихим голосом — співрозмовник буде вас прекрасно чути. Правда, в автомобілях 1991 р.в. відзначені аеродинамічні шуми (свист вітру в передніх дверях), які усуваються в будь-який авторемонтної майстерні шляхом найпростішого регулювання дверних замків. Трапляються неполадки із системою механічного відкриття — закриття люка, перекіс самого люка, підтікання ущільнювача — ці проблеми також легко усуваються за допомогою регулювань або заміною недорогих деталей.
За сучасними мірками перелік оснащення автомобілів Audi 100 назвати значним не можна, між тим, усе необхідне водій знайде. Так, четверте покоління постачалось з антиблокувальною гальмівною системою, водійською подушкою безпеки, замком «від дітей» на задніх дверях, дверними балками безпеки, клімат-контролем, електроприводом передніх вікон, підсилювачем керма, електроприводом дзеркал та галогенними фарами. Як опції пропонувались: кондиціонер, люк даху, центральний замок з брелоком, передні подушки безпеки, система повного приводу, електропривод задніх вікон, електропривод та підігрів передніх сидінь, шкіряна обшивка рульового колеса, бортовий комп’ютер, електропривод та підігрів дзеркал, протитуманні фари, тонування вікон та 15-дюймові литі диски коліс. Останні є стандартними для моделей з більш потужними двигунами.
Комфортабельність підвіски в «сотки» незаперечна, гідро підсилювача дозволяє з легкістю керувати автомобілем. Правда, в автомобілях 1991—1992 рр. випуску іноді спостерігається підтікання масла з гідро підсилювача. Ходова в Audi 100 надійна, але при умові своєчасної заміни несправних вузлів. Найчастіше (через кожні 30-40тис. км) у передній підвісці доведеться міняти втулки стабілізатора поперечної стійкості, через 50тис. км — верхні опори стійок, через 60тис. км — сайлент-блоки передніх важелів.
Задня напівзалежна підвіска досить надійна, а от незалежна (установлювана на версії Quattro) зажадає регулярних витрат на обслуговування. Так, у середньому 70тис. км служать сайлент-блоки задніх важелів (а на кожному важелі їх 3 шт.). Після заміни цих деталей обов'язково потрібно відрегулювати розвал-сходження коліс. Гальма Audi 100 дуже ефективні завдяки застосуванню дискових механізмів усіх коліс, а також системи ABS. З часом через корозію можуть підклинювати напрямні супортів (найчастіше задніх), тому рекомендується очищати і змащувати їх під час заміни колодок.
Система охолодження не дуже добре себе зарекомендувала на моделях 1991—1994 рр. через проблеми з несвоєчасним включенням вентилятора охолодження двигуна, які були викликані заїданням муфти вентилятора.
Слабке місце механічних КПП — сальники півосей, які можуть потекти на машинах, «що пробігли» більш 130тис. км (а в нас машину тих років з меншим пробігом і не зустрінеш). Але при належній експлуатації, у тому числі заміні масла через кожні 70тис. км, в  «автоматі» (разом з фільтром і прокладкою піддона картера), АКПП здатні без серйозних проблем прослужити досить довго. Audi 100 1991—1994 рр. випуску. пропонує широку гаму моторів.
В цілому Audi 100 C4 1991—1994 рр. випуску завдяки оцинкованому кузову, якісному складанню, надійності більшості вузлів і агрегатів, а також високому комфорту — гарне придбання.
З 1995 модельного року Audi опускає з назви моделі число «100» і перейменовує автомобіль в Audi A6. Крім цього, на місце S4 приходить S6. Audi 80 змінюється на Audi A4, а Audi V8, в підсумку, був замінений на Audi A8 в 1994 році.
Поточний дизайн Audi 100 зберігався до 1997 року, коли був замінений повністю новим дизайном Audi A6 С5/4B. Всього з 1990 по 1997 рік було випущено близько 927,000 автомобілів Audi 100/A6.

## Двигуни
Були доступні такі двигуни:
| Модель  | Клапани | Циліндр | Об'єм (куб.см) | Двигун ID | Паливна система | Потужність при об/хв        | Крутний момент при об/хв | 0-100 км / год | V макс       | Роки виробництва |
| Бензин  |         |         |                |           |                 |                             |                          |                |              |                  |
| 2,0     | 8       | 4 R     | 1984           | AAE       | Mono-Motronic   | 74 кВт (101 к.с.) при 5500  | 157 Нм при 2750          | 12,6 c         | 182 км / год | 12.1990-07.1994  |
| 2.0 E   | 8       | 4 R     | 1984           | AAD       | KE-Motronic     | 85 кВт (115 к.с.) при 5400  | 168 Нм при 3200          | 11,0 c         | 191 км / год | 12.1990-07.1994  |
| 2.0 E   | 8       | 4 R     | 1984           | ABK       | Digifant        | 85 кВт (115 к.с.) при 5400  | 168 Нм при 3200          | 11,0 c         | 191 км / год | 12.1990-07.1994  |
| 2.0 E   | 16      | 4 R     | 1984           | ACE       | KE-Motronic     | 103 кВт (140 к.с.) при 5900 | 185 Нм при 4500          | 10,1 c         | 204 км / год | 01.1992-07.1994  |
| 2.3 E   | 10      | 5 R     | 2309           | AAR       | KEIII-Jetronic  | 98 кВт (133 к.с.) при 5500  | 186 Нм при 4000          | 10,2 c         | 202 км / год | 12.1990-07.1994  |
| 2.6 E   | 12      | 6 V     | 2598           | ABC       | MPFI            | 110 кВт (150 к.с.) при 5750 | 225 Нм при 3500          | 9,5 c          | 210 км / год | 03.1992-07.1994  |
| 2.8 E   | 12      | 6 V     | 2771           | AAH       | MPI             | 128 кВт (174 к.с.) при 5500 | 245 Нм при 3000          | 8,0 c          | 218 км / год | 12.1990-07.1994  |
| Дизель  |         |         |                |           |                 |                             |                          |                |              |                  |
| 2.4 D   | 10      | 5 R     | 2370           | AAS       | VE-Pump         | 60 кВт (82 к.с.) при 4400   | 164 Нм при 2400          | 16,8 c         | 167 км / год | 05.1991-07.1994  |
| 2,5 TDI | 10      | 5 R     | 2460           | AAT,ABP   |                 | 85 кВт (115 к.с.) при 4250  | 265 Нм при 2250          | 11,1 c         | 195 км / год | 04.1991-07.1994  |

Найчастіше можуть виникнути такі проблеми: В автомобілях з 2-літровими силовими агрегатами спостерігається підтікання масла по задньому сальникові колінчатого вала, може протікати прокладка клапанної кришки, а також вийти з ладу витратомір повітря або потенціометр дросельної заслінки. В автомобілях, зроблених в 1991—1992 роках, відзначений шум натяжник ременя приводу ГРМ, а в машинах усіх років випуску — тенденція до утворення відкладань на клапанах в умовах міської їзди. Крім того, майже у всіх версіях з 5-циліндровими бензиновими моторами спостерігаються відмови в роботі паливного насоса,потенціометр витрати повітря, дозатора палива та регулятора холостого ходу. Ці несправності супроводжуються утрудненим пуском двигуна, ривками при наборі швидкості та нестійкою роботою на холостому ходу.
На шестициліндрових двигунах об'ємом 2,6 і 2,8 літра при заміні ременя ГРМ (через кожні 100тис. км) бажано разом з натяжним і обвідними роликами поміняти також водяний насос, оскільки він також приводиться в дію цим ременем і, за словами мотористів, виходжує близько 100—130тис. км. Також можуть вийти з ладу гідро опори двигуна, а на моторі об'ємом 2,6 л нерідко «вилітає» температурний датчик, що супроводжується нестійкою роботою силового агрегату на холостих оборотах і підвищеною витратою палива.
Двигуни TDI у версії 2,5 л випуску 91-93 рр. мають неприємну властивість раптової зупинки, що обумовлено несправністю електроніки на насосі інжектора. Крім того, зазначені автомобілі «хворіють» ще й виходом з ладу ременя ГРМ, що обумовлене відсутністю при монтажі натяжного ролика, що приводить до підвищеного бічного зношування ременя. Завод-виробник рекомендує обов'язково перевіряти (і при необхідності замінити) ремінь ГРМ після кожних 60-80тис. км пробігу. Незважаючи на всі ці проблеми, двигун 2,5 TDI надійніше мотора 2,4 D, який після 300 тисяч км вимагає капремонту із заміною голівки блоку.

## Переваги та недоліки
Переваги та недоліки Audi 100 C4/4A 1991—1994 рр. випуску:
+ Висока пасивна безпека та стійкість проти корозії
+ Комфортний і просторий салон
+ Широка гама силових агрегатів
+ Гарна курсова стійкість
+ Ефективні гальма
- Висока вартість обслуговування
- Підтікання масла з-під сальників півосей, прокладок двигуна та шланга гідро підсилювача.

## Quattro
Повнопривідними були такі версії Audi 100 С4:
- Audi 100 2.0 E 74 kW Седан 1991
- Audi 100 2.0 E 85 kW Седан 1992
- Audi 100 2.0 E 85 kW auto Седан 1992
- Audi 100 2.3 E Седан 1991
- Audi 100 2.3 E Quattro Седан 1991
- Audi 100 2.3 E auto Седан 1992
- Audi 100 2.5 TDI Седан 1991
- Audi 100 2.5 TDI auto Седан 1993
- Audi 100 2.6 E Седан 1992
- Audi 100 2.6 E auto Седан 1992
- Audi 100 2.6 E Quattro Седан 1992
- Audi 100 2.6 E Quattro auto Седан 1992
- Audi 100 2.8 E Седан 1991
- Audi 100 2.8 E Quattro Седан 1991
- Audi 100 2.8 E Quattro auto Седан 1991
- Audi 100 2.8 E auto Седан 1991
- Audi 100 Avant 2.0 E 74 kW Універсал 1991
- Audi 100 Avant 2.0 E 85 kW Універсал 1991
- Audi 100 Avant 2.0 E 85 kW auto Універсал 1991
- Audi 100 Avant 2.3 E Універсал 1991
- Audi 100 Avant 2.3 E Quattro Універсал 1991
- Audi 100 Avant 2.4 D Універсал 1991
- Audi 100 Avant 2.5 TDI Універсал 1991
- Audi 100 Avant 2.5 TDI auto Універсал 1993
- Audi 100 Avant 2.6 E Універсал 1992
- Audi 100 Avant 2.6 E auto Універсал 1992
- Audi 100 Avant 2.6 E Quattro Універсал 1992
- Audi 100 Avant 2.6 E Quattro auto Універсал 1992
- Audi 100 Avant 2.8 E Універсал 1991
- Audi 100 Avant 2.8 E auto Універсал 1991
- Audi 100 Avant 2.8 E Quattro Універсал 1991
- Audi 100 Avant 2.8 E Quattro auto Універсал 1991

## Типи кузовів
На додаток до C- кодів платформи (C1, C2, ...), Audi давала позначення кузовам
- Typ F104: C1; Audi 100 (1968—1976)
- Typ 43: C2; Audi 100 (1976—1982); Audi 200 (1979—1982)
- Typ 44: C3; Audi 100 (1983—1991); Audi 200 (1983—1992)
- Typ 4A: C4; Audi 100 (1991—1994); Audi S4 (1992—1994); Audi A6 (1995—1997); Audi S6 (1995—1997)